# Deutsche Turnmeisterschaften 1938
Die Deutschen Turnmeisterschaften 1938 wurden in Karlsruhe ausgetragen. Austragungsort war die Karlsruher Markthalle. Deutscher Meister wurde Alfred Schwarzmann.